# Marele Duce Vladimir Alexandrovici al Rusiei
Marele Duce Vladimir Alexandrovici al Rusiei (rusă Владимир Александрович / Влади́мирович)
(22 aprilie 1847 - 17 februarie 1909) a fost fiu al Țarului Alexandru al II-lea al Rusiei, frate al Țarului Alexandru al III-lea al Rusiei și Mare Duce Senior al Casei Romanov în timpul domniei nepotului său, Țarul Nicolae al II-lea.
Strănepoata lui Vladimir Alexandrovici, Marea Ducesă Maria Vladimirovna, este actuala pretendentă la șefia Casei Romanov.

## Biografie
Marele Duce Vladimir s-a născut la 22 aprilie 1847 la Țarskoe Selo, situat la 32 de km de Sankt Petersburg. El a fost al patrulea copil și al treilea fiu al împăratului Alexandru al II-lea al Rusiei și al soției sale Prințesa Maria de Hesse. El avea opt ani când după decesul bunicului său Nicolae I, tatăl său a devenit Țar al Rusiei. Vladimir a avut șapte frați, dintre care două surori, însă sora cea mare, Alexandra, a murit de meningită infantilă când Vladimir avea doi ani. 

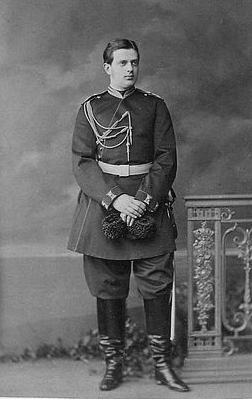
Marele Duce Vladimir Alexandrovici a fost un notoriu playboy în tinerețe. Fotografie de Serghei Lvovici Levitski.

Marele Duce Vladimir a fost bine educat și de-a lungul vieții sale a fost interesat de literatură și arte. Totuși, ca toți membri masculini ai Casei Romanov, a trebuit să urmeze o carieră militară. Fiind al treilea fiu al Țarului într-o familie numeroasă nu era de așteptat să moștenească tronul rus. Moartea fratelui cel mare, Țareviciul Nicolae, în 1865, l-a plasat pe Vladimir mai aproape de tron, după celălalt frate al său, Alexandru. Spre deosebire de Alexandru, Vladimir era spiritual și ambițios. Zvonurile vehiculate la momentul respectiv spuneau că Țarul Alexandru al II-lea ar fi dorit să-l plaseze pe Vladimir ca moștenitor al său în locul lui Alexandru. Alexandru însuși ar fi preferat să se retragă de la succesiune în speranța de a se căsători morganatic, însă în cele din urmă el a cedat presiunii familiei și s-a căsătorit cu o mireasă potrivită rangului său. Relațiile dintre cei doi frați, deși cordiale, nu au fost niciodată calde.
În 1867 Marele Duce Vladimir a fost numit președinte de onoare al Societății Etnografice ruse. În același an el și-a însoțit tatăl și fratele  Alexandru la Târgul Mondial de la Paris, unde tatăl său a fost împușcat de un naționalist polonez. În 1871 el a vizitat  regiunea Caucazului, Georgia, Cecenia și Daghestan cu tatăl și frații săi. În 1872 el și-a însoțit tatăl la Viena, la reuniunea celor trei împărați: al Rusiei, al Germaniei și al Austriei.
În tinerețe Marele Duce Vladimir Alexandrovici a dus o viață agitată, plină de petreceri și de alcool. A făcut călătorii frecvente la Paris. În capitala franceză el a fost poreclit "Marele Duce, bon vivant". Atracția lui pentru o viață mai bună l-a lăsat corpolent de la o vârstă fragedă, deși mai târziu a slăbit. El a avut o gamă largă de interese. A iubit artele; a fost un pictor iscusit și a adunat o importantă colecție de carte. Nu la fel de înalt ca frații săi, a fost frumos, cu o personalitate impunătoare care nu suporta criticile publice. A fost cunoscut pentru vocea sa tunătoare; a fost un vânător pasionat, și un gourmet bine cunoscut. A adunat o colecție de meniuri copiate cu adăugarea impresiilor sale despre mâncarea.

### Căsătorie și copii

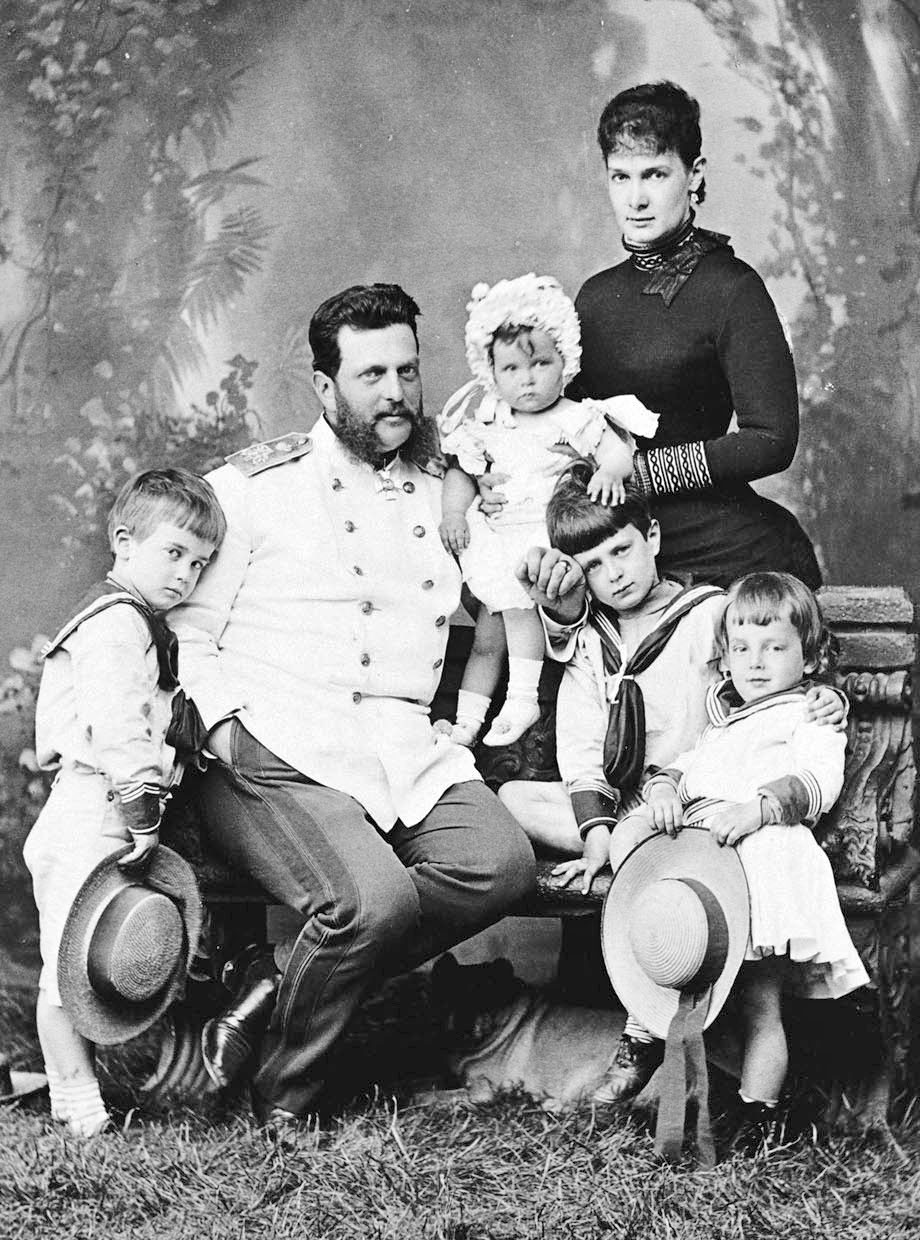
Marele Duce Vladimir împreună cu familia.

În timp ce călătorea cu familia prin Germania în iunie 1871, Marele Duce Vladimr a întâlnit-o pe Ducesa Marie Alexandrine Elisabeth Eleonore de Mecklenburg-Schwerin (1854-1920), fiica Marelui Duce de Mecklenburg-Schwerin, Friedrich Franz al II-lea. Ea avea 17 ani și era deja logodită cu o rudă îndepărtată, Prințul  George de Schwarzburg. Marele Duce avea 24 de ani. Ei s-au îndrăgostit unul de celălalt. Maria era strănepoata Marii Ducese Elena Pavlovna a Rusiei, fiica împăratului Pavel I al Rusiei.  Ca să se căsătorească cu Vladimir, Maria a rupt logodna însă a refuzat să treacă la religia ortodoxă. Acest lucru a întârziat logodna cuplului cu doi ani de zile. În cele din urmă, Țarul Alexandru al II-lea a consimțit căsătoria permițându-i Mariei să-și mențină credința luterană iar Vladimir să nu piardă drepturile sale la succesiunea tronului rus. Logodna a fost anunțată în aprilie 1874.
Nunta a avut loc la 28 august 1874 la Sankt Petersburg, la Palatul de Iarnă. Soția lui Vladimir a fost cunoscută ca Maria Pavlovna de Mecklenburg și Marea Ducesă Maria Pavlovna. Reședința lor din Sankt-Petersburg a devenit inima vieții sociale de capitala Imperiului. Bine potriviți unul cu altul, ei au avut o căsnicie lungă și fericită. După moartea soțului ei Maria s-a convertit la ortodoxism iar împăratul Nicolae al II-lea o numea "Marea Ducesă ortodoxă".
Cuplul a avut cinci copii:
- Marele Duce Alexandru Vladimirovici (31 august 1875 - 16 martie 1877)
- Marele Duce Kiril Vladimirovici (12 octombrie 1876—12 octombrie 1938).
- Marele Duce Boris Vladimirovici (1877-1943)
- Marele Duce Andrei Vladimirovici (1879-1956)
- Marea Ducesă Elena Vladimirovna  (1882-1957) care s-a căsătorit cu Prințul Nicolae al Greciei, al treilea fiu al regelui George I al Greciei și a Marii Ducese Olga Constantinovna a Rusiei.

Fiul cel mare și moștenitorul lui Vladimir, Marele Duce Kiril Vladimirovici s-a căsătorit în 1905 cu verișoara lui primară Victoria Melita de Saxa-Coburg și Gotha, fiica surorii lui Vladimir, Maria. Căsătoria a fost dezaprobată de Țarul Nicolae al II-lea iar Kiril a fost exilat și deposedat de titluri imperiale. Acest tratament al fiului său a creat tensiuni între Vladimir și Țar.
Câteva decese în familia imperială l-au pus pe Kiril al treilea în linia de succesiune la tronul imperial iar Nicolae a acceptat reacordarea titlurilor imperiale lui Kiril și acordarea titlului de Mare Ducesă soției lui.
Vladimir a murit în 1909. După Revoluția rusă din 1917 Kiril a fost proclamat împărat, la Paris, în exil, în 1924.

### Cariera

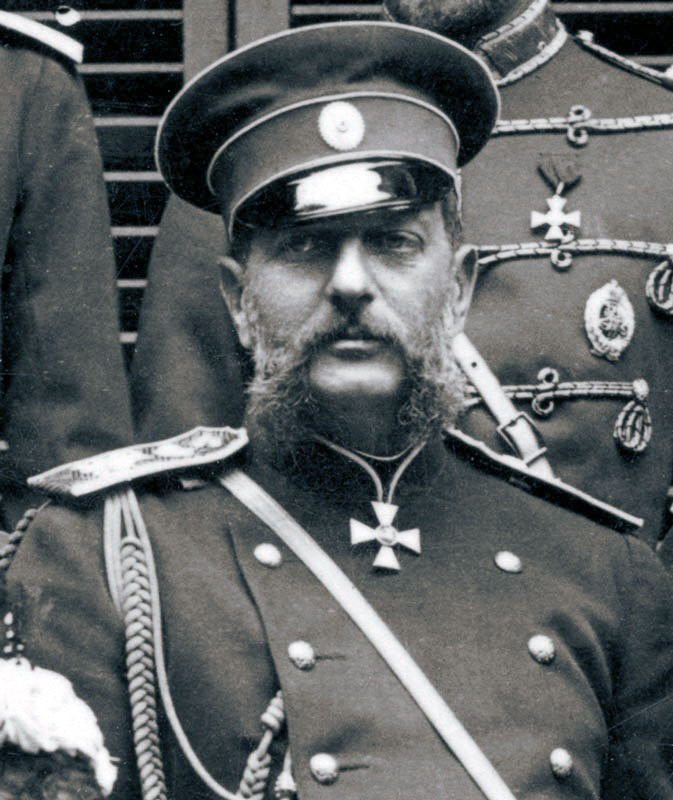
Marele Duce Vladimir

Marele Duce Vladimir a ocupat poziții militare importante pe parcursul a trei domnii. El a experimentat bătăliile pe câmpul de luptă în Războiul ruso-turc din 1877-1878 unde a participă alături de tatăl și frații săi Alexandru și Serghei. El a luptat împotriva trupelor turcești ca  ofițer comandant al Corpului XII al armatei ruse. Cu toate acestea, cariera sa militară l-a interesat mai puțin decât arta și literatura. În 1880, tatăl său l-a numit președinte al Academiei Imperiale de Arte Frumoase. El a fost, de asemenea, membru al Academiei de Științe și agent al Muzeului Rumeanțev.
Marele Duce Vladimir era în capitala imperială atunci când tatăl său a fost ucis și a fost urmat de Alexandru al III în 1881. Vladimir și-a recâștigat calmul mult mai rapid decât fratele său și a anunțat publicului moartea tatălui lor. Vladimir a moștenit biblioteca personală a tatălui său, pe care Marele Duce a adăugat-o la vasta sa colecție de carte, amenajând trei biblioteci la Palatul Vladimir. După Revoluția rusă aceste cărți au fost vândute la întâmplare și în prezent fac parte din mai multe colecții ale câtorva universități americane.
Deși Alexandru al III-lea nu a fost apropiat de Vladimir și exista o rivalitate între soțiile lor, Țarul a promovat cariera fratelui său. La o zi după decesul tatălui lor, el l-a numit pe Vladimir Guvernator militar al Sankt Petersburg, post care anterior fusese deținut de unchiul lor, Marele Duce Nicolai Nicolaevici. Vladimir a servit în Consiliului de Stat și a prezidat Comisia oficială care a supravegheat construirea Catedralei Sf. Saviour, construită între 1883 și 1907 pe locul unde a fost asasinat tatălui său, țarul Alexandru al II-lea al Rusiei.

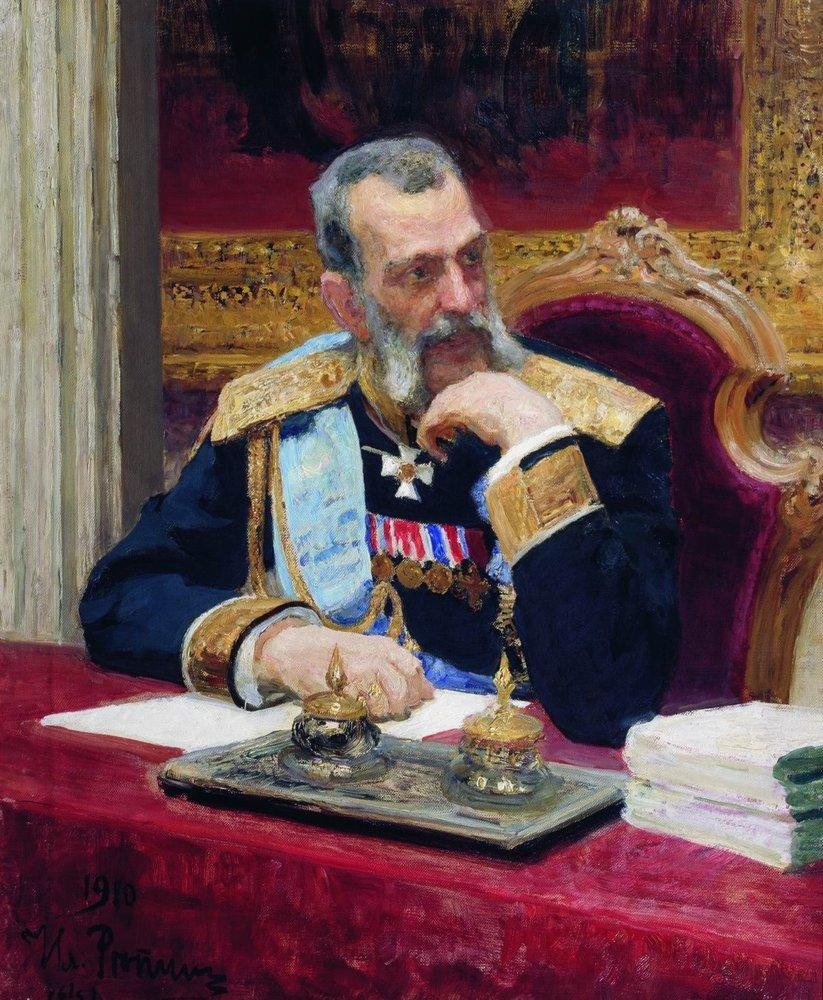
Portret al Marelui Duce Vladimir de Ilia Repin.

Marele Duce Vladimir a fost un filantrop pasionat. El însuși un pictor talentat, a devenit un patron celebru al artelor. El frecventat mulți artiști și a adunat o colecție valoroasă de pictură și icoane vechi. Mai târziu a devenit interesat de balet; el a finanțat turul Baletului rus Diaghilev.
Împăratul Alexandru al III-lea a avut trei fii, lucru care l-a îndepărtat pe Vladimir și pe fiii acestuia de succesiunea la tronul rus. Totuși el a fost foarte aproape de a deveni împărat în 1888 când Alexandru al III-lea cu soția și toți copiii lor au fost implicați într-un accident de tren la Borki. În acel moment Vladimir și soția sa erau la Paris și nu s-au deranjat să se întoarcă în Rusia. Acest lucru l-a deranjat pe Alexandru al III-lea care a spus că dacă el și copiii lui ar fi murit, Vladimir s-ar fi grăbit să se întoarcă ăn Rusia ca să devină împărat.
Deși Marele Duce a fost conservator în opiniile sale politice, el nu credea în virtuțile umane. El a preferat compania oamenilor amuzanți indiferent de ideologia sau de originea lor. Arăta dispreț oamenilor mai puțin inteligenți decât el însuși și se considera că ar fi fost un împărat mai bun decât mai puțin talentatul său frate Alexandru al III-lea sau decât ineficientul său nepot Nicolae al II-lea. Marele Duce a călătorit foarte mult. Paris era destinația preferată. A devenit cunoscut în capitala franceză pentru personalitatea sa nestăpânită și vocea sa extraordinară. Adesea intimida oamenii prin asprime, grosolănie și temperament iute. De obicei se plângea de mâncare și făcea tam-tam dacă nu-i plăcea, însă lăsa un bacșiș generos. Vladimir Alexandrovici a fost, de asemenea, un bărbat devotat familiei sale. A fost apropiat de copiii săi.